# Серальский кодекс Восьмикнижия
Серальский кодекс Восьмикнижия (сигла Topkapi Graecus 8) — византийская рукопись XII века, содержащая текст первых восьми книг Ветхого Завета, а также 314 миниатюр. Самый полный и наибольший по формату (42,2 см на 31,8 см) из сохранившихся византийских иллюминированных октатевхов. Рукопись не завершена — 86 миниатюр, для которых было предусмотрено место на страницах, так и не были созданы, а ещё 278 не доделаны. Вероятно, это связано с судьбой Исаака Комнина, сына византийского императора Алексея I Комнина, по заказу которого создавался манускрипт — около 1139 года ему пришлось бежать из Константинополя. Манускрипт был открыт и введен в научный оборот российским византинистом Федором Успенским в 1907 году. Хранится в музее Топкапы.